# Alfonso Petrucci
No se debe confundir con Alfonso Petrucci, obispo de Chiusa en 1620.
Alfonso Petrucci (Siena, 1491 - Roma, 16 de julio de 1517) fue un obispo y cardenal italiano, autor de una conspiración frustrada contra el papa León X, por la que fue ejecutado.

## Biografía

### Primeros años
Segundo de los once hijos de Pandolfo Petrucci, signore de la República de Siena, y de su segunda mujer Aurelia Borghese, a los diecinueve años fue elegido obispo de Sovana, con dispensa por no alcanzar la edad mínima requerida, y dos años después el papa Julio II le nombró cardenal en el consistorio del 10 de marzo de 1511, con título de San Teodoro; este mismo año le fue concedida la administración de la diócesis de Massa Marittima, que mantuvo hasta su muerte. En su dignidad cardenalicia participó en 1513 en el cónclave en que fue elegido papa León X.

### La revolución en Siena
Tras la muerte de su padre en 1512, Alfonso y su hermano Borghese comenzaron una disputa con su primo Raffaello Petrucci por el gobierno de Siena; con la península italiana envuelta en la Guerra de la Liga de Cambrai, León X, de la Casa de Médici, decidió apoyar a este último, consiguiendo que en 1516 ganase la ciudad. 
Resentido con la actitud del papa, Alfonso preparó la venganza, atrayendo a su causa a varios cardenales que por distintos motivos estaban dispuestos a ayudarle: Francesco Soderini no olvidaba que su hermano Piero había perdido el gobierno de Florencia por culpa de los Médici; Bandinello Sauli había visto rechazada su pretensión al obispado de Marsella; Rafael Sansoni Riario había perdido la silla pontificia frente a León X en el cónclave de 1513; Adriano Castellesi estaba llamado a sucederle con el favor del emperador Maximiliano.

### La conjura contra el papa
Tras desechar la idea de apuñalar personalmente a León X, Petrucci planeó envenenarlo sirviéndose para ello del cirujano Giovanni Battista da Vercelli, que debería llegar de Florencia para tratar al pontífice de su fístula. 
Sin embargo la conjura fue descubierta: sospechando que Petrucci andaba en tratos con el duque de Urbino Francesco Maria della Rovere para recuperar Siena, el papa mandó interceptar su correspondencia con su secretario Marco Antonio Nini. 
Petrucci fue encarcelado en el Castillo Sant'Angelo; tras un proceso dirigido por los cardenales Francisco de Remolins, Pietro Accolti y Alessandro Farnese, el colegio cardenalicio halló culpables de alta traición a Petrucci, Sauli, Riario, Soderini y Castellesi. 
Petrucci fue estrangulado, Nini y Vercelli fueron igualmente ejecutados, y los demás involucrados recibieron severas multas.

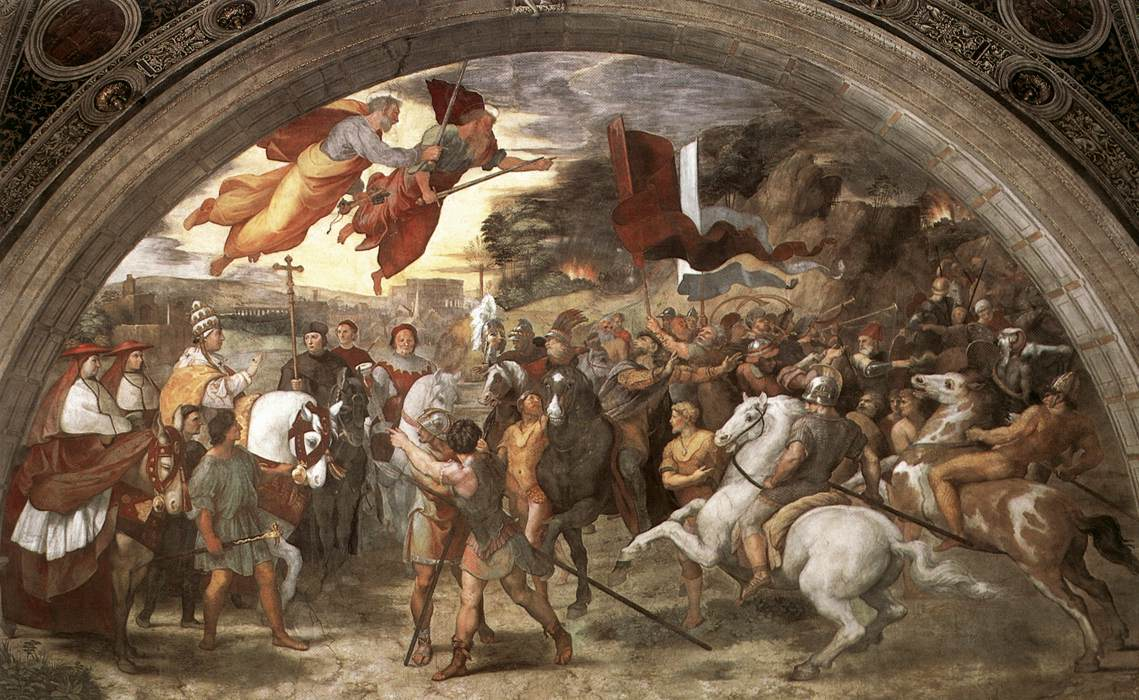
"Encuentro de León Magno con Atila", de Rafael Sanzio (1514). Los dos personajes de la izquierda son los cardenales Alfonso Petrucci y Sigismondo Gonzaga.